# 巧控键盘
巧控键盘（Magic Keyboard）又稱妙控键盘，是蘋果公司生产的电脑键盘。它于2015年10月与Magic Mouse 2和Magic Trackpad 2一同发布。2017年6月，蘋果公司發布了加長版的巧控鍵盤，它的右側帶有小型數字鍵盤。2020年5月，针对iPad Pro的巧控键盘发布。2021年4月，蘋果公司针对新款iMac发布包含Touch ID的多色巧控键盘。